# L'amore è un topolino
L'amore è un topolino è un singolo del gruppo Le Mele Verdi pubblicato nel 1985.

## Descrizione
La versione strumentale è stata utilizzata come sigla del Festival di Sanremo 1985. Il brano è stato scritto da Daniele Pace, su musica di Dario Baldan Bembo e Maurizio Fabrizio. Sul lato B è incisa la versione cantata da Stefania Mantelli.

## Tracce
1. L'amore è un topolino (strumentale) – 4:10 (Daniele Pace, Dario Baldan Bembo e Maurizio Fabrizio)
2. L'amore è un topolino – 4:10 (Daniele Pace, Dario Baldan Bembo e Maurizio Fabrizio)